# Eubacterium rectale
Eubacterium rectale è una specie di batterio appartenente alla famiglia delle Eubacteriaceae.